# Karl II av Hessen-Kassel

Kistebrev föreställande Karl av Hessen-Kassel.

Karl av Hessen-Kassel, född 19 december 1744, död 17 augusti 1836, trädde 1756 i dansk tjänst, var
ståthållare i Schleswig och Holstein från 1768 och titulär (inte regerande) lantgreve av Hessen-Kassel från 1805.

## Biografi
Karl II var son till Fredrik II av Hessen-Kassel och Maria av Storbritannien. Han gifte sig med Louise av Danmark.
Han uppfostrades i Danmark hos sin frände Fredrik V av Danmark på grund av faderns, Fredrik II:s övergång till katolicismen och skilsmässa från modern. Redan 1765 blev Karl chef för artilleriet. Vid Kristian VII:s tronbestigning blev han krigsminister och förmäldes med kungens syster. Efter en tid svalnade kungens intresse för sin svåger, men efter några års utlandsvistelse utsågs Karl 1769 till ståthållare i Schleswig och Holstein.
Efter Gustav III:s statsvälvning utsågs Karl till general i Norge, där han kvarstannade till 1774. Han blev där ganska populär. Efter kronprins Fredriks statskupp 1784 ökades åter Karls inflytande. 1788 sändes han på nytt till Norge för att överta befälet mot Sverige, och kronprinsen äktade 1790 hans dotter, Maria Sofia Fredrika av Hessen-Kassel. Senare fick dock Karl inom regeringskretsar en svår rival i hertigen av Augustenborg, och framstegspartiet kunde ej förlika sig med hans motstånd mot tryckfriheten.
Han har efterlämnat sina memoarer, bland annat om fälttåget 1788.

## Barn
- Maria Sofia Fredrika av Hessen-Kassel, (1767-1852) , gift med Fredrik VI av Danmark
- Wilhelm (1769-1772)
- Fredrik (1771-1845) gift morganatiskt
- Juliane Louise Amalie (1773-1860)
- Christian (1776-1814)
- Louise Karolina av Hessen-Kassel, (1789-1867) , gift med Wilhelm av Glücksburg; de blev stamfader och stammoder till det nuvarande danska kungahuset.